# Papuexul
Papuexul é um género de gastrópode  da família Camaenidae.
Este género contém as seguintes espécies:
- Papuexul bidwilli